# بوتاس

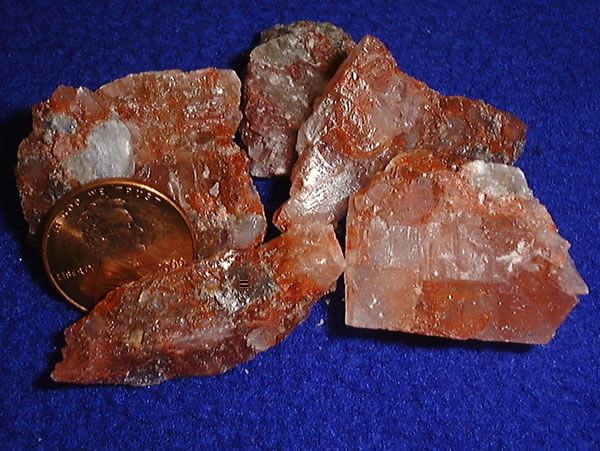
الحُرض.

الحُرض أو الأُشنان أو ملح القِلي أو القلِي اختصارًا أو البوتاس أو البُوطَاس (باللاتينية: Potash)هو ملح يستخرج من رماد أخشاب بعض النباتات وهو شكل غير نقي لكربونات البوتاسيوم (K2CO3). يوجد البوتاس على هيئة معدن في القشرة الأرضية؛ واستخدم منذ العصور القديمة في تصنيع الزجاج والصابون والسماد.
وقد أصبح المصطلح غامضًا نوعًا ما نظرًا لاستبداله في الأسمدة بأملاح البوتاسيوم الأرخص، مثل كلوريد البوتاسيوم KCl أو أكسيد البوتاسيوم K2O)ا، والتي يطلق عليها حاليًا نفس الاسم الشائع في بعض الأحيان. وبالإضافة إلى ذلك، يعرف هيدروكسيد البوتاسيوم (KOH) بالاسم الشائع البوتاس الكاوي، مما يعطي مصدرًا إضافيًا للالتباس.
عنصر البوتاسيوم في الإنجليزية يستمد اسمه من البوتاس. هناك العديد من المركبات الكيميائية التي تحتوي على البوتاسيوم وتستخدم كلمة البوتاس في أسمائها التقليدية:
| الاسم                          | الاسم الكيميائي      | الصيغة |
| ------------------------------ | -------------------- | ------ |
| سماد البوتاس                   | أوكسيد البوتاسيوم    | K2O    |
| البوتاس الكاوي                 | هيدروكسيد البوتاسيوم | KOH    |
| كربونات البوتاس، أملاح الطرطير | كربونات البوتاسيوم   | K2CO3  |
| كلورات البوتاس                 | كلورات البوتاسيوم    | KClO3  |
| موريات البوتاس                 | كلوريد البوتاسيوم    | KCl    |
| نترات البوتاس أو ملح بيتر      | نترات البوتاسيوم     | KNO3   |
| كبريتات البوتاس                | كبريتات البوتاسيوم   | K2SO4  |
| برمنغنات البوتاس               | برمنغنات البوتاسيوم  | KMnO4  |

حاليا ساسكاتشوان هي المنطقة الأكثر إنتاجا لهذه المادة.

## أصل التسمية
أقدم ظهور لكلمة أشنان كان في اللغة السومرية بلفظة (شينا-ا)، ثم الآشورية البابلية (شُنُو).
بعد ذلك في منقطة الشرق القديم. وهي في اللغات الشرق القديم كتالي:
- السومرية (شينا-ا، أو شينو)
- الآشورية البابلية (شُنُو)
- الفينيقية (شنن)
- العبرية (شنان)
- الآرامية (شونيا)
- السريانية (أشينو أو شونيو)
- العربية (أشنان)
- الفارسية (أشنان)

## الملاحظات
1. ↑  الحُرض من أصل عربي
2. ↑  من أصل سومري
3. ↑  من أصل لاتيني

## وصلات خارجية
- تجارة البوتاس في أمريكا الشمالية
- إنتاج البوتاس في شمال السويد: تاريخ والتأثيرات البيئية على الاستثمار قبل الصناعي للغابات
- إنهم يحرقون الخشب ويبيعون الرماد
- خريطة مصنعي السماد الزراعة العالمية نسخة محفوظة 7 يناير 2006 على موقع واي باك مشين.